# 8816 Gamow
8816 Gamow este un asteroid din centura principală de asteroizi.

## Descriere
8816 Gamow este un asteroid din centura principală de asteroizi. A fost descoperit pe 17 decembrie 1984 la Observatorul de Astrofizică din Crimeea de Liudmila Karacikina. El prezintă o orbită caracterizată de o semiaxă mare de 2,46 ua, o excentricitate de 0,19 și o înclinație de 3,1° în raport cu ecliptica.